# Marcel Herzog
Marcel Herzog est un footballeur suisse, né le 28 juin 1980 à Winterthour. Il évolue au poste de gardien de but.

## Biographie
Lors de la saison 2011-2012, lui et son équipe le FC Bâle réalisent le doublé (coupe et championnat), mais il ne prend part qu'a un seul match de la saison : le 12 mai 2012 pour le compte de la 34e journée de championnat, victoire (6-3) contre le Grasshopper Club Zurich.

## Palmarès

### Titres remportés en club
- FC Bâle
  - Championnat de Suisse de football : 
    - Vainqueur (1) : 2012